# John Campbell, II duca di Argyll
John Campbell, II duca di Argyll (Petersham, 10 ottobre 1678 – Sudbrook, 4 ottobre 1743), è stato un nobile e militare scozzese.
Prestò servizio sul continente durante la Guerra dei Nove anni e combatté nella Battaglia di Kaiserwerth durante la Guerra di successione spagnola. Servì come comandante di brigata durante le ultime battaglie della Guerra di Successione spagnola ed ottenne quindi il comando di tutte le forze presenti in Spagna su consiglio del ministero Harley; dopo aver condotto con successo l'evacuazione delle truppe dalla penisola iberica, divenne comandante in capo delle armate inglesi in Scozia. Durante l'Insurrezione giacobita, guidò le armate governative contro i giacobiti guidati dal conte di Mar nella Battaglia di Sheriffmuir. Fu quindi Lord Steward e Master-General of the Ordnance sotto il ministero Walpole–Townshend.

## Biografia

### I primi anni
Nacque a Petersham, nel Surrey, nella residenza della nonna materna a Ham House. I suoi genitori erano Archibald Campbell, I duca di Argyll e Elizabeth Tollemache, figlia di Sir Lionel Tollemache, III Baronetto.
I suoi precettori furono Walter Campbell di Dunloskin, John Anderson e Alexander Cunningham. Nel 1694 suo padre, convinse Guglielmo III a dare a John, che aveva solo 14 anni, il grado di colonnello ed il comando del Lord Lorne's Regiment of Foot, reggimento reclutato direttamente dalla sua famiglia. Combatté nella Guerra dei nove anni. Dopo lo scioglimento del reggimento nel 1698, intraprese un tour europeo dal 1699 al 1700 con il suo tutore Alexander Cunningam. Tornò quindi sotto le armi prestando servizio col duca di Marlborough nella Battaglia di Kaiserwerth dell'aprile del 1702 nel corso della Guerra di successione spagnola ed in quello stesso anno venne nominato cavaliere dell'Ordine del Cardo.

### Duca di Argyll

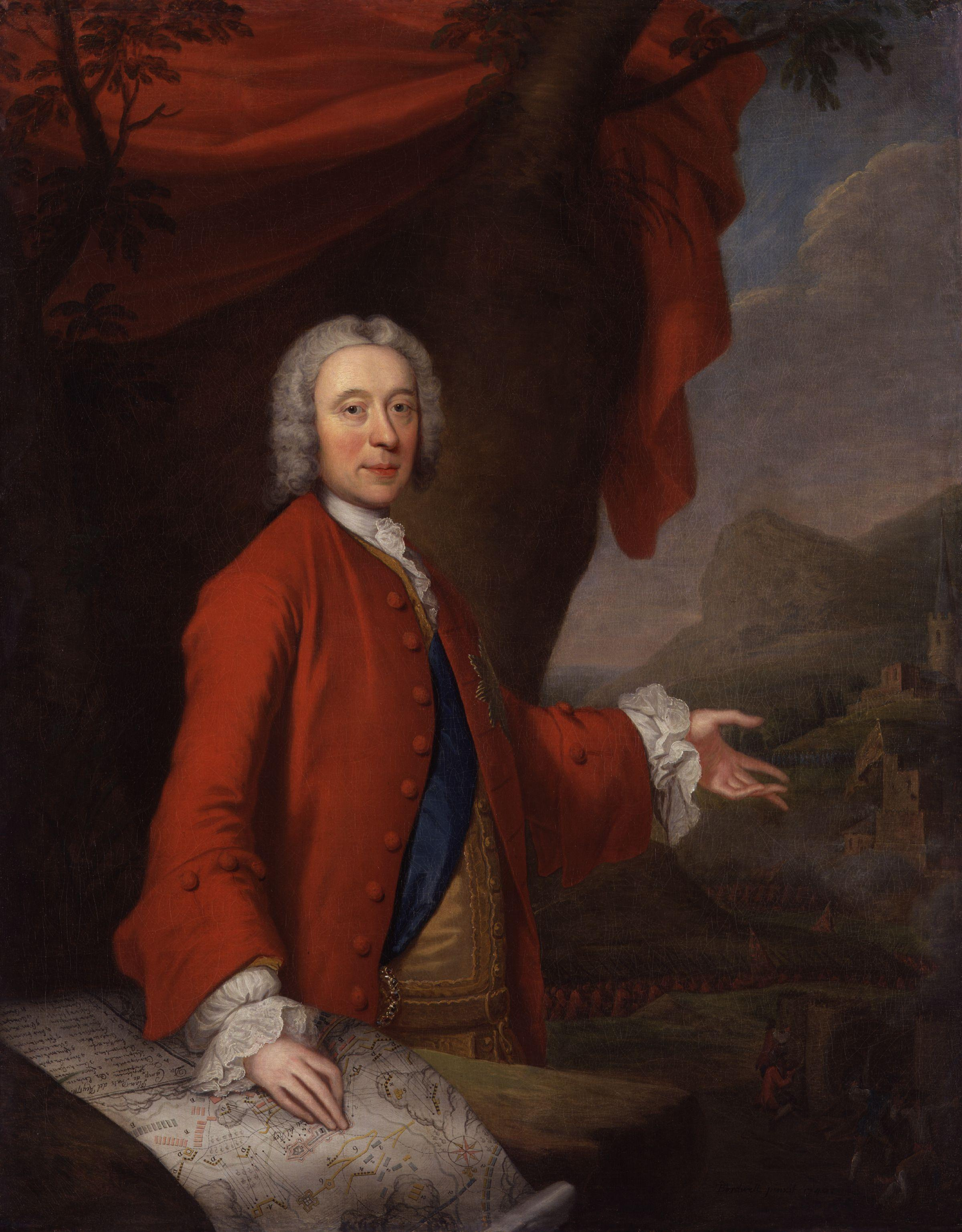
Il duca di Argyll in un ritratto di Thomas Bardwell.

John succedette al padre come duca di Argyll e capo del Clan Campbell nel 1703. Nel 1705, per il suo supporto dell'Acts of Union, venne creato barone di Chatham e conte di Greenwich. Tornò sul continente durante la guerra di successione spagnola col grado di maggiore generale nel 1706 e combatté nella battaglia di Ramillies per poi prendere parte all'assedio di Ostenda. Dopo essere stato nominato colonnello del Prince George of Denmark's Regiment nel 1707, prese il comando di una brigata con la quale prese parte alla battaglia di Oudenarde nel luglio del 1708 ed all'Assedio di Lille nell'autunno di quello stesso anno. Promosso tenente generale nell'aprile del 1709, prese parte all'assedio di Tournai nel giugno di quello stesso e poi alla Battaglia di Malplaquet nel settembre successivo.
Nel 1710 venne nominato cavaliere dell'Ordine della Giarrettiera, e nel 1711 fu nominato comandante in capo delle forze britanniche in Spagna dai ministri Tory, Lord Oxford e Lord Bolingbroke. Dopo aver condotto con successo l'evacuazione delle truppe inglesi dalla Spagna, divenne Comandante in Capo della Scozia nel 1712. Fu governatore di Minorca (1712-1716). Nel 1713, tuttavia, Argyll entrò a far parte del partito Whig divenendo particolarmente critico nei confronti dei ministeri che sino a quel momento lo avevano favorito, schierandosi in particolare contro la Malt Tax sul commercio del malto appunto. Nel luglio del 1714, durante la malattia della regina Anna, Campbell diede il proprio pieno supporto alla casa degli Hannover per la loro successione al trono inglese. Venne ricompensato per la fedeltà dimostrata con l'ottenimento del titolo di colonnello delle Royal Horse Guards nel giugno del 1715.
Protesse il matematico Edmund Stone.

### La repressione dell'insurrezione giacobita del 1715 e gli ultimi anni

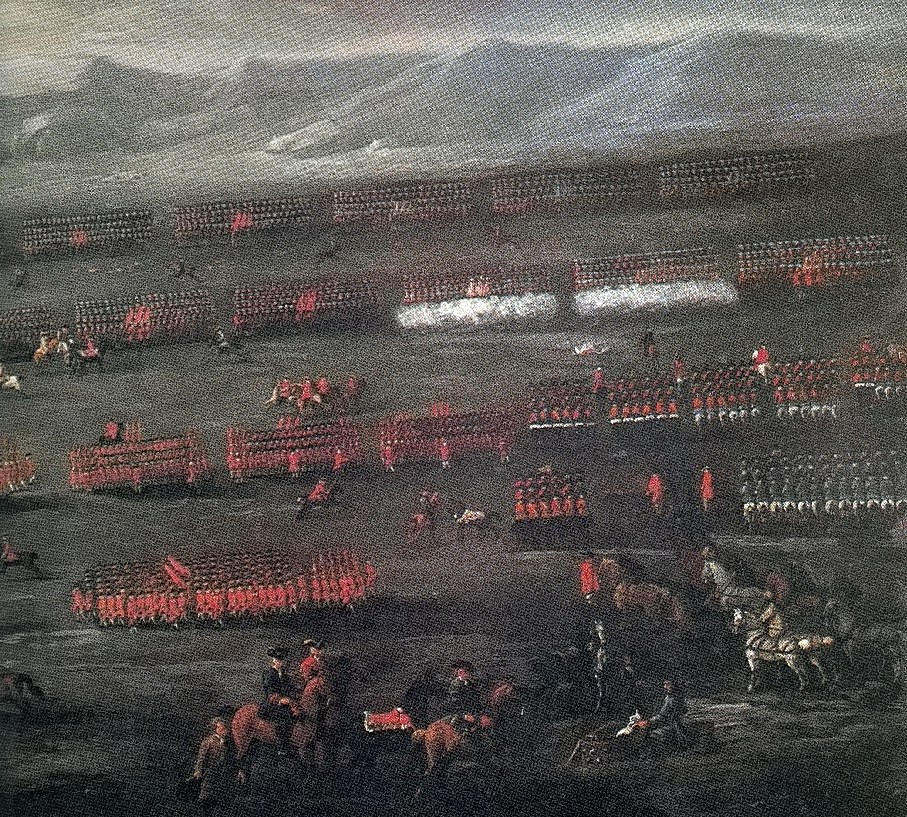
La battaglia di Sheriffmuir dove Campbell guidò le armate del governo

Nel 1715 nell'insurrezione giacobita guidata dal conte di Mar, il duca di Argyll combatté nella battaglia di Sheriffmuir nel novembre di quello stesso anno e sconfisse i giacobiti guidati personalmente in battaglia dal conte di Mar. Nel 1719 fu creato duca di Greenwich come ricompensa per la riuscita dell'operazione e nel 1721 venne creato Lord Steward e poi dal giugno del 1725 fu Master-General of the Ordnance. Divenne inoltre colonnello del Queen's Regiment of Horse nell'agosto del 1726 per poi, dopo essere stato nominato governatore di Portsmouth nel novembre del 1730, essere restaurato al grado di colonnello delle Royal Horse Guards nell'agosto del 1733.
Promosso Feldmaresciallo il 31 gennaio del 1735, Campbell venne privato del suo incarico di Master-General of the Ordnance e dell'incarico di colonnello delle Royal Horse Guards per essersi opposto alle decisioni del governo nel 1740. Venne nuovamente resturato al suo incarico di Master-General of the Ordnance nel febbraio del 1741 ed al ruolo di colonnello alcuni giorni dopo, col cambio del governo. Nel 1742, un anno prima della sua morte, fu nominato comandante in capo della British Army.
Campbell morì a Sudbrook Park, Petersham, il 4 ottobre 1743 e venne sepolto nell'Abbazia di Westminster dove ancora oggi la sua tomba si trova, definita da una piccola pietra a losanga a nord-est della tomba di re Enrico VII. In suo onore venne eretto un grande monumento disegnato dallo scultore francese Louis-François Roubiliac nel transetto sud della medesima cattedrale, scoperto nel 1749.

## Ascendenza
|                                         |                                     |                                    | Genitori                             |  |  | Nonni |  |  | Bisnonni                                 |  |  | Trisnonni                               |  |
|                                         |                                     |                                    |                                      |  |  |       |  |  | Archibald Campbell, I marchese di Argyll |  |  | Archibald Campbell, VII conte di Argyll |  |
|                                         |                                     |                                    |                                      |  |  |       |  |  | Archibald Campbell, I marchese di Argyll |  |  | Archibald Campbell, VII conte di Argyll |  |
|                                         |                                     | lady Agnes Douglas                 |                                      |  |  |       |  |  | Archibald Campbell, I marchese di Argyll |  |  |                                         |  |
| Archibald Campbell, IX conte di Argyll  |                                     |                                    |                                      |  |  |       |  |  | Archibald Campbell, I marchese di Argyll |  |  |                                         |  |
|                                         |                                     | lady Margaret Douglas              | William Douglas, VII conte di Morton |  |  |       |  |  |                                          |  |  |                                         |  |
|                                         |                                     | lady Margaret Douglas              | William Douglas, VII conte di Morton |  |  |       |  |  |                                          |  |  |                                         |  |
|                                         |                                     | lady Margaret Douglas              | lady Anne Keith                      |  |  |       |  |  |                                          |  |  |                                         |  |
| Archibald Campbell, I duca di Argyll    |                                     | lady Margaret Douglas              |                                      |  |  |       |  |  |                                          |  |  |                                         |  |
|                                         |                                     | James Stuart, IV conte di Moray    | James Stuart, III conte di Moray     |  |  |       |  |  |                                          |  |  |                                         |  |
|                                         |                                     | James Stuart, IV conte di Moray    | James Stuart, III conte di Moray     |  |  |       |  |  |                                          |  |  |                                         |  |
|                                         |                                     | James Stuart, IV conte di Moray    | lady Anne Gordon                     |  |  |       |  |  |                                          |  |  |                                         |  |
| lady Mary Stuart                        |                                     | James Stuart, IV conte di Moray    |                                      |  |  |       |  |  |                                          |  |  |                                         |  |
|                                         |                                     | lady Margaret Home                 | Alexander Home, I conte di Home      |  |  |       |  |  |                                          |  |  |                                         |  |
|                                         |                                     | lady Margaret Home                 | Alexander Home, I conte di Home      |  |  |       |  |  |                                          |  |  |                                         |  |
|                                         |                                     | lady Margaret Home                 | Mary Sutton                          |  |  |       |  |  |                                          |  |  |                                         |  |
| John Campbell, II duca di Argyll        |                                     | lady Margaret Home                 |                                      |  |  |       |  |  |                                          |  |  |                                         |  |
|                                         | sir Lionel Tollemache, II baronetto | sir Lionel Tollemache, I baronetto |                                      |  |  |       |  |  |                                          |  |  |                                         |  |
|                                         | sir Lionel Tollemache, II baronetto | sir Lionel Tollemache, I baronetto |                                      |  |  |       |  |  |                                          |  |  |                                         |  |
|                                         | sir Lionel Tollemache, II baronetto | Katharine Cromwell                 |                                      |  |  |       |  |  |                                          |  |  |                                         |  |
| sir Lionel Tollemache, III baronetto    | sir Lionel Tollemache, II baronetto |                                    |                                      |  |  |       |  |  |                                          |  |  |                                         |  |
|                                         |                                     | Elizabeth Stanhope                 | John Stanhope, I barone Stanhope     |  |  |       |  |  |                                          |  |  |                                         |  |
|                                         |                                     | Elizabeth Stanhope                 | John Stanhope, I barone Stanhope     |  |  |       |  |  |                                          |  |  |                                         |  |
|                                         |                                     | Elizabeth Stanhope                 | Margaret MacWilliams                 |  |  |       |  |  |                                          |  |  |                                         |  |
| Elizabeth Tollemache                    |                                     | Elizabeth Stanhope                 |                                      |  |  |       |  |  |                                          |  |  |                                         |  |
|                                         |                                     | William Murray, I conte di Dysart  | William Murray                       |  |  |       |  |  |                                          |  |  |                                         |  |
|                                         |                                     | William Murray, I conte di Dysart  | William Murray                       |  |  |       |  |  |                                          |  |  |                                         |  |
|                                         |                                     | William Murray, I conte di Dysart  | Margaret Murray                      |  |  |       |  |  |                                          |  |  |                                         |  |
| Elizabeth Murray, II contessa di Dysart |                                     | William Murray, I conte di Dysart  |                                      |  |  |       |  |  |                                          |  |  |                                         |  |
|                                         |                                     | Catherine Bruce                    | Norman Bruce                         |  |  |       |  |  |                                          |  |  |                                         |  |
|                                         |                                     | Catherine Bruce                    | Norman Bruce                         |  |  |       |  |  |                                          |  |  |                                         |  |
|                                         |                                     | Catherine Bruce                    | Janet Norvall                        |  |  |       |  |  |                                          |  |  |                                         |  |
|                                         |                                     | Catherine Bruce                    |                                      |  |  |       |  |  |                                          |  |  |                                         |  |

## Matrimoni e figli

### Primo Matrimonio
Sposò, il 30 dicembre 1701, Mary Brown (1682-16 gennaio 1716), figlia di John Brown e Ursula Duncombe. Si separarono subito dopo il matrimonio.

### Secondo Matrimonio
Sposò, il 6 giugno 1717, Jane Warburton (1683-16 aprile 1767), figlia di Thomas Warburton e Anne Williams, Lady of the Bedchamber della regina Anna. Ebbero quattro figlie:
- Caroline Campbell, baronessa Greenwich (17 novembre 1717-11 gennaio 1794), sposò in prime nozze Francis Scott, conte di Dalkeith, ebbero sei figli, e in seconde nozze Charles Townshend, ebbero una figlia;
- Lady Elizabeth (1718-16 luglio 1799), sposò James Stuart-Mackenzie, non ebbero figli;
- Lady Anne (1720-7 febbraio 1785), sposò Thomas Wentworth, II conte di Strafford, non ebbero figli;
- Lady Mary (1727-30 settembre 1811), sposò Edward Coke, visconte Coke, non ebbero figli.

Senza un erede maschio, gli successe il fratello, Archibald Campbell.